# Nascar Busch Series 2007
NASCAR Busch Series 2007 (som nu bytt namn till Nascar Xfinity series) var ett race som kördes över 35 omgångar. Carl Edwards vann titeln.

## Delsegrare
| Bana            | Vinnare            | Märke     |
| --------------- | ------------------ | --------- |
| Daytona         | Kevin Harvick      | Chevrolet |
| Fontana         | Matt Kenseth       | Ford      |
| Mexico City     | Juan Pablo Montoya | Dodge     |
| Las Vegas       | Jeff Burton        | Chevrolet |
| Atlanta         | Jeff Burton        | Chevrolet |
| Bristol         | Carl Edwards       | Ford      |
| Nashville       | Carl Edwards       | Ford      |
| Texas           | Matt Kenseth       | Ford      |
| Phoenix         | Clint Bowyer       | Chevrolet |
| Talladega       | Bobby Labonte      | Chevrolet |
| Richmond        | Clint Bowyer       | Chevrolet |
| Darlington      | Denny Hamlin       | Chevrolet |
| Charlotte       | Kasey Kahne        | Dodge     |
| Dover           | Carl Edwards       | Ford      |
| Nashville       | Carl Edwards       | Ford      |
| Kentucky        | Stephen Leicht     | Ford      |
| Milwaukee       | Aric Almirola      | Chevrolet |
| New Hampshire   | Kevin Harvick      | Chevrolet |
| Daytona         | Kyle Busch         | Chevrolet |
| Chicagoland     | Kevin Harvick      | Chevrolet |
| Gateway         | Reed Sorenson      | Dodge     |
| O'Reilly        | Jason Leffler      | Toyota    |
| Montréal        | Kevin Harvick      | Chevrolet |
| Watkins Glen    | Kevin Harvick      | Chevrolet |
| Michigan        | Denny Hamlin       | Chevrolet |
| Bristol         | Kasey Kahne        | Dodge     |
| Fontana         | Jeff Burton        | Chevrolet |
| Richmond        | Kyle Busch         | Chevrolet |
| Dover           | Denny Hamlin       | Chevrolet |
| Kansas Speedway | Kyle Busch         | Chevrolet |
| Charlotte       | Jeff Burton        | Chevrolet |
| Memphis         | David Reutimann    | Toyota    |
| Texas           | Kevin Harvick      | Chevrolet |
| Phoenix         | Kyle Busch         | Chevrolet |
| Homestead       | Jeff Burton        | Chevrolet |

## Slutställning
| Plats | Förare             | Märke     | Poäng |
| ----- | ------------------ | --------- | ----- |
| 1     | Carl Edwards       | Ford      | 4825  |
| 2     | David Reutimann    | Toyota    | 4187  |
| 3     | Jason Leffler      | Toyota    | 3996  |
| 4     | Kevin Harvick      | Chevrolet | 3993  |
| 5     | David Ragan        | Ford      | 3739  |
| 6     | Bobby Hamilton Jr. | Ford      | 3667  |
| 7     | Stephen Leicht     | Ford      | 3603  |
| 8     | Marcos Ambrose     | Ford      | 3497  |
| 9     | Matt Kenseth       | Ford      | 3476  |
| 10    | Greg Biffle        | Ford      | 3466  |